# Національний музей науки і техніки (Республіка Корея)
Націона́льний музе́й нау́ки і те́хніки — національний музей, розташований в місті Теджон, Республіка Корея. Він був відкритий в 1990 році.
Музей перебуває в підпорядкуванні  Міністерства освіти, науки і техніки Республіки Корея. У 2002 році Музей відвідав 10-мільйонний відвідувач.
У музеї діє кілька експозицій, наприклад, виставка Історія науки і техніки в Кореї, Музей природничої історії тощо.
На 2012 рік заплановано відкриття ще двох музеїв науки і техніки — в Тегу та Кванджу.